# 中山スマートインターチェンジ
中山スマートインターチェンジ（なかやまスマートインターチェンジ）は、愛媛県伊予市双海町上灘にある松山自動車道のスマートインターチェンジである。

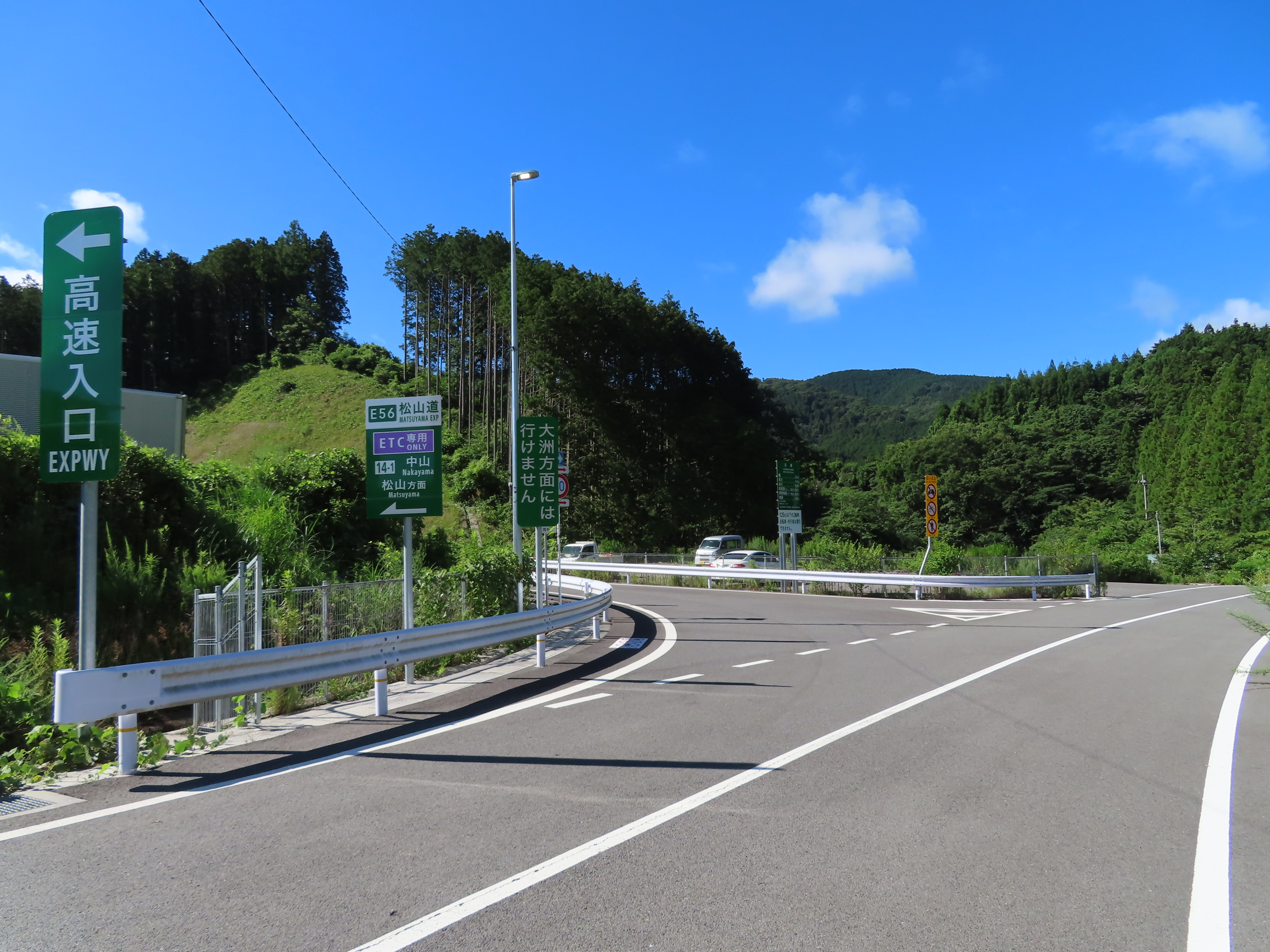
入口（一般道路接続部）

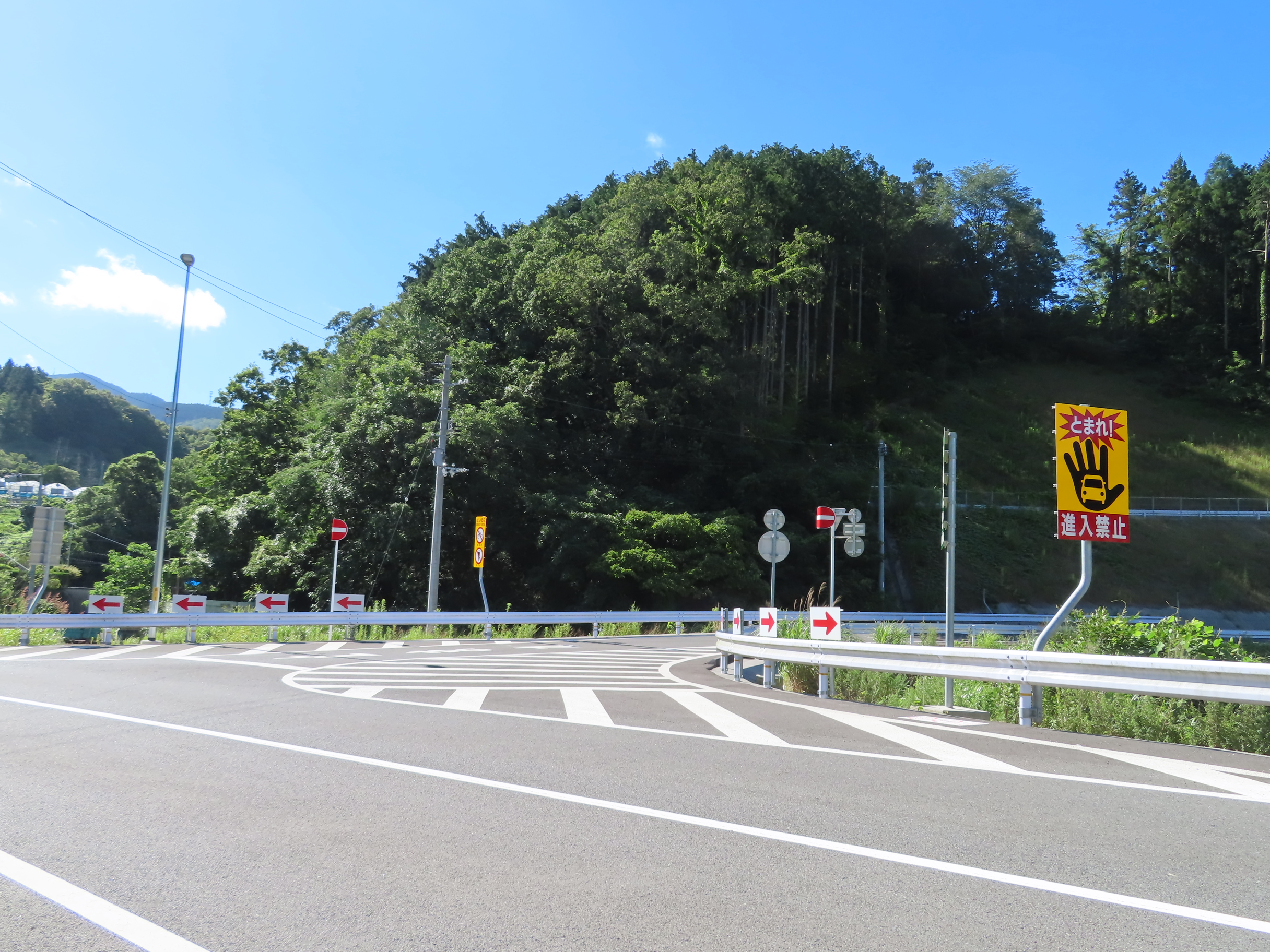
出口（一般道路接続部）

本線直結型で、松山IC方面出入口のみのハーフインターチェンジである。
愛媛県で初のスマートインターチェンジとなった。

## 歴史
- 2014年 (平成26年)6月30日中山スタートインターチェンジ地区評議会が設立[4]
- 2014年（平成26年）8月8日 : 連結許可[2]。
- 2018年（平成30年）4月5日 : IC名称が中山スマートICで正式決定[2]。
- 2020年（令和2年）3月21日 : 供用開始[5][2]。

## 周辺
- 道の駅なかやま

## 接続する道路
- 伊予市道日尾野引坂線[1]

## 隣
E56 松山自動車道
(14) 伊予IC - (14-1) 中山SIC - 内子PA - (15) 内子五十崎IC